# Aeropuerto Internacional Bole
El Aeropuerto Internacional de Adís Abeba Bole (IATA: ADD, OACI: HAAB) sirve a la ciudad de Adís Abeba, Etiopía. El aeropuerto está en la zona de Bole, 18 km al este de Adís Abeba y 65 km al norte de Debre Zeyit. Anteriormente conocido como Aeropuerto Internacional Haile Selassie I, es la principal base de operaciones de Ethiopian Airlines, la aerolínea de bandera que efectúa vuelos a destinos de Etiopía y África, así como vuelos directos a Asia, Europa, Norteamérica, Brasil y Argentina. También cuenta con vuelos de EgyptAir, Emirates, Lufthansa, Qatar Airways, Saudia, Sudan Airways y Turkish Airlines.
El Aeropuerto Internacional Bole es el quinto aeropuerto con más movimiento de África después del Aeropuerto Internacional de Johannesburgo, el Aeropuerto Internacional de El Cairo, el Aeropuerto Internacional de Ciudad del Cabo y el Aeropuerto Internacional de Sharm el-Sheikh (2008).

## Transportes
Se puede llegar al Aeropuerto Internacional Bole por la autovía R1 de Asmara a través de Gondar, la R4 de Nairobi por Debre Zeyit y Awasa, la R5 de Nekemte y la R6 de Dire Dawa por Debre Zeyit, Adama (Nazret), Harar, la R7 de Jimma por Alemzena. Hay taxis disponibles tanto en la estación de trenes de Adís Abeba como a las afueras de la terminal del aeropuerto. Todavía no está prevista la introducción de buses hasta el 2015 aproximadamente, para cubrir la ruta Estación de Trenes de Adís Abeba-Aeropuerto Internacional Bole.

## Instalaciones
- 30 tiendas
- 18 restaurantes
- 1 hotel
- 2 bancos
- 4000 m² de espacio para conferencias.

## Terminales

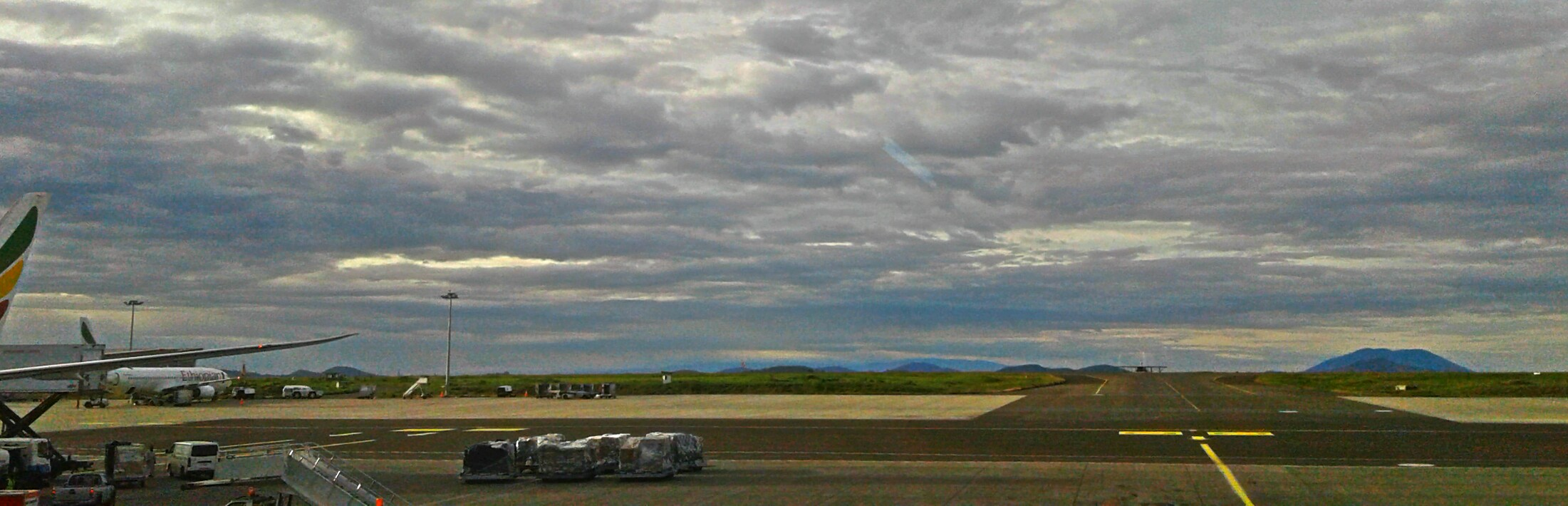
Una vista a la pista de aterrizaje del Aeropuerto Internacional Bole.

El Aeropuerto Internacional Bole tiene dos terminales:
- Terminal 1 para vuelos nacionales y regionales de Ethiopian Airlines además de servir para las aerolíneas: Egyptair, Sudan Airways y Yemenia.
- Terminal 2 para el resto de las aerolíneas y vuelos internacionales de Ethiopian Airlines.

## Puertas
El aeropuerto posee dos terminales con un total de once puertas. La terminal 1 tiene cuatro puertas y la terminal 2 tiene siete puertas.

## Estadísticas
El Aeropuerto Internacional Bole atendió a 6.500.000 pasajeros en 2012.

## Aerolíneas y destinos

### Destinos nacionales
| Aerolíneas | Destinos |
| ---------- | --- |
| Ethiopian  | Arba Minch, Asosa, Aksum, Bahir Dar, Dese, Dire Dawa, Gambella, Goba, Gode, Gondar, Humera, Jijiga, Jima, Kebri Dahar, Lalibela, Mekele, Semera, Shire |

### Destinos internacionales

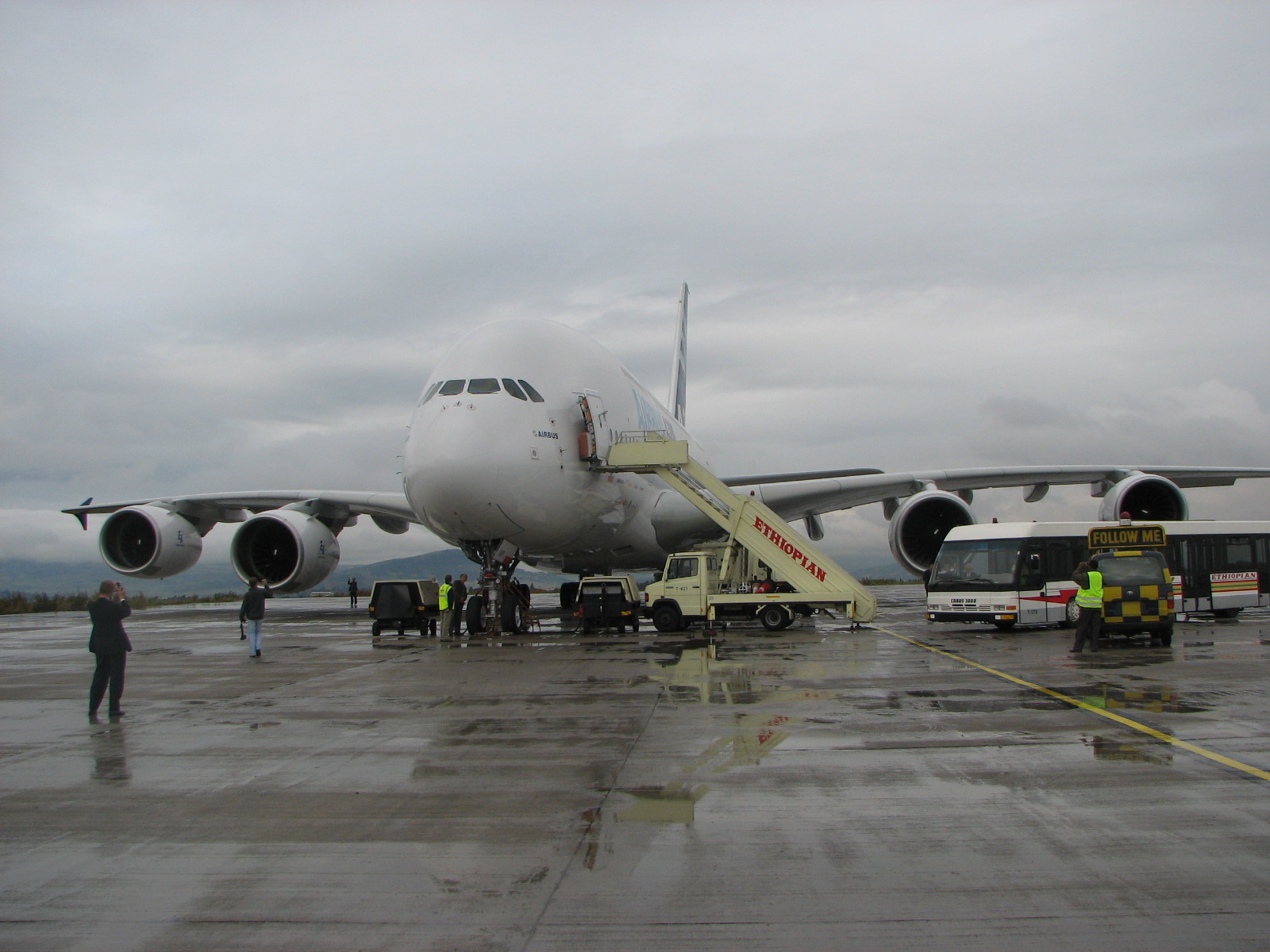
Airbus A380 en el aeropuerto internacional Bole.

| Ciudades por países             | Nombre del aeropuerto                           | Aerolíneas                                  | Aeronave                 | Frecuencias semanales | Notas  |
| África                          | África                                          | África                                      | África                   | África                | África |
| ------------------------------- | ----------------------------------------------- | ------------------------------------------- | ------------------------ | --------------------- | ------ |
| Angola                          |                                                 |                                             |                          |                       |        |
| Luanda                          | Aeropuerto Quatro de Fevereiro                  | Ethiopian                                   | B787-8                   |                       |        |
| Benín                           |                                                 |                                             |                          |                       |        |
| Cotonú                          | Aeropuerto de Cotonú-Cadjehoun                  | Ethiopian                                   |                          |                       |        |
| Botsuana                        |                                                 |                                             |                          |                       |        |
| Gaborone                        | Aeropuerto Internacional Sir Seretse Khama      | Ethiopian (Vía VIC)                         |                          |                       |        |
| Burkina Faso                    |                                                 |                                             |                          |                       |        |
| Uagadugú                        | Aeropuerto de Uagadugú                          | Ethiopian                                   | B737-8 MAX               |                       |        |
| Burundi                         |                                                 |                                             |                          |                       |        |
| Buyumbura                       | Aeropuerto Internacional de Buyumbura           | Ethiopian (Directo o Vía KGL)               |                          |                       |        |
| Camerún                         |                                                 |                                             |                          |                       |        |
| Duala                           | Aeropuerto Internacional de Douala              | Ethiopian (Directo o Vía MLB)               | B787-9                   |                       |        |
| Yaundé                          | Aeropuerto Internacional de Yaundé              | Ethiopian (Directo o Vía LBV)               |                          |                       |        |
| Chad                            |                                                 |                                             |                          |                       |        |
| Yamena                          | Aeropuerto Internacional de Yamena              | Ethiopian                                   | B787-9                   |                       |        |
| República del Congo             |                                                 |                                             |                          |                       |        |
| Brazzaville                     | Aeropuerto de Maya-Maya                         | Ethiopian                                   |                          |                       |        |
| Pointe Noire                    | Aeropuerto de Pointe-Noire                      | Ethiopian (Vía BZV)                         |                          |                       |        |
| Costa de Marfil                 |                                                 |                                             |                          |                       |        |
| Abiyán                          | Aeropuerto Internacional Félix Houphouët-Boigny | Ethiopian                                   |                          |                       |        |
| Egipto                          |                                                 |                                             |                          |                       |        |
| El Cairo                        | Aeropuerto Internacional de El Cairo            | Ethiopian Egyptair                          |                          |                       |        |
| Eritrea                         |                                                 |                                             |                          |                       |        |
| Asmara                          | Aeropuerto Internacional de Asmara              | Eritrean Airlines Ethiopian                 |                          |                       |        |
| Gabón                           |                                                 |                                             |                          |                       |        |
| Libreville                      | Aeropuerto de Libreville                        | Ethiopian (Directo o Vía NSI)               | A350-900                 |                       |        |
| Ghana                           |                                                 |                                             |                          |                       |        |
| Acra                            | Aeropuerto Internacional Kotoka                 | Ethiopian                                   | A350-900                 |                       |        |
| Guinea Ecuatorial               |                                                 |                                             |                          |                       |        |
| Malabo                          | Aeropuerto Internacional de Malabo              | Ethiopian (Directo o Vía DLA)               |                          |                       |        |
| Guinea                          |                                                 |                                             |                          |                       |        |
| Conakri                         | Aeropuerto Internacional de Conakri             | Ethiopian (Vía ABJ)                         |                          |                       |        |
| Kenia                           |                                                 |                                             |                          |                       |        |
| Mombasa                         | Aeropuerto Internacional Moi                    | Ethiopian                                   |                          |                       |        |
| Nairobi                         | Aeropuerto Internacional Jomo Kenyatta          | Ethiopian Kenya Airways (Directo o Vía JIB) | B737 E-190               |                       |        |
| Madagascar                      |                                                 |                                             |                          |                       |        |
| Antananarivo                    | Aeropuerto Internacional Ivato                  | Ethiopian                                   | A350-900                 |                       |        |
| Nosy Be                         | Aeropuerto Fascene                              | Ethiopian                                   | B737-MAX 8               |                       |        |
| Malaui                          |                                                 |                                             |                          |                       |        |
| Blantyre                        | Aeropuerto Internacional Chileka                | Ethiopian                                   |                          |                       |        |
| Lilongüe                        | Aeropuerto Internacional de Lilongüe            | Ethiopian                                   |                          |                       |        |
| Mali                            |                                                 |                                             |                          |                       |        |
| Bámako                          | Aeropuerto Internacional de Bamako-Sénou        | Ethiopian                                   | A350-900                 |                       |        |
| Mozambique                      |                                                 |                                             |                          |                       |        |
| Maputo                          | Aeropuerto Internacional de Maputo              | Ethiopian                                   |                          |                       |        |
| Namibia                         |                                                 |                                             |                          |                       |        |
| Windhoek                        | Aeropuerto Internacional de Windhoek            | Ethiopian                                   |                          |                       |        |
| Níger                           |                                                 |                                             |                          |                       |        |
| Niamey                          | Aeropuerto Internacional Diori Hamani           | Ethiopian                                   |                          |                       |        |
| Nigeria                         |                                                 |                                             |                          |                       |        |
| Abuya                           | Aeropuerto Internacional Nnamdi Azikiwe         | Ethiopian                                   | A350-900                 |                       |        |
| Kano                            | Aeropuerto Internacional de Kano Mallam Aminu   | Ethiopian                                   | B737-860                 |                       |        |
| Lagos                           | Aeropuerto Internacional Murtala Muhammed       | Ethiopian                                   | B777-300ER               |                       |        |
| República Democrática del Congo |                                                 |                                             |                          |                       |        |
| Goma                            | Aeropuerto de Goma                              | Ethiopian (vía FKI)                         | B737-760                 |                       |        |
| Kinsasa                         | Aeropuerto Internacional de N'Djili             | Ethiopian                                   |                          |                       |        |
| Kisangani                       | Aeropuerto de Bangoka                           | Ethiopian                                   |                          |                       |        |
| Lubumbashi                      | Aeropuerto de Lubumbashi                        | Ethiopian                                   | B787-8                   |                       |        |
| Ruanda                          |                                                 |                                             |                          |                       |        |
| Kigali                          | Aeropuerto Internacional de Kigali              | Ethiopian (Directo o vía BJM)               | B737                     |                       |        |
| Senegal                         |                                                 |                                             |                          |                       |        |
| Dakar                           | Aeropuerto Blaise Diagne                        | Ethiopian (vía BKO)                         |                          |                       |        |
| Seychelles                      |                                                 |                                             |                          |                       |        |
| Mahé                            | Aeropuerto Internacional de Seychelles          | Ethiopian                                   | B737                     |                       |        |
| Somalia                         |                                                 |                                             |                          |                       |        |
| Garowe                          | Aeropuerto de Garowe                            | Ethiopian                                   |                          |                       |        |
| Hargeisa                        | Aeropuerto Internacional de Hargeisa            | Ethiopian                                   |                          |                       |        |
| Mogadiscio                      | Aeropuerto Internacional Aden Adde              | Ethiopian                                   | B737-860                 |                       |        |
| Sudán                           |                                                 |                                             |                          |                       |        |
| Jartum                          | Aeropuerto Internacional de Jartum              | Badr Airlines Ethiopian                     |                          |                       |        |
| Sudán del Sur                   |                                                 |                                             |                          |                       |        |
| Yuba                            | Aeropuerto Internacional de Yuba                | Ethiopian                                   |                          |                       |        |
| Sudáfrica                       |                                                 |                                             |                          |                       |        |
| Ciudad del Cabo                 | Aeropuerto Internacional de Ciudad del Cabo     | Ethiopian                                   |                          |                       |        |
| Johannesburgo                   | Aeropuerto Internacional de Johannesburgo       | Ethiopian                                   |                          |                       |        |
| Tanzania                        |                                                 |                                             |                          |                       |        |
| Dar es-Salam                    | Aeropuerto de Dar es Salaam                     | Ethiopian                                   | A350-900 B737            |                       |        |
| Kilimanjaro                     | Aeropuerto Internacional del Kilimanjaro        | Ethiopian                                   |                          |                       |        |
| Zanzíbar                        | Aeropuerto Internacional de Zanzíbar            | Ethiopian (Vía JRO)                         | A350-900                 |                       |        |
| Togo                            |                                                 |                                             |                          |                       |        |
| Lomé                            | Aeropuerto de Lomé-Tokoin                       | Ethiopian                                   | B787-9                   |                       |        |
| Uganda                          |                                                 |                                             |                          |                       |        |
| Entebbe                         | Aeropuerto Internacional de Entebbe             | Ethiopian                                   |                          |                       |        |
| Yibuti                          |                                                 |                                             |                          |                       |        |
| Yibuti                          | Aeropuerto Internacional de Yibuti-Ambouli      | Air Djibouti Ethiopian (Directo o Vía DIR)  |                          |                       |        |
| Zambia                          |                                                 |                                             |                          |                       |        |
| Lusaka                          | Aeropuerto Internacional de Lusaka              | Ethiopian                                   |                          |                       |        |
| Ndola                           | Aeropuerto Internacional Simon Mwansa Kapwepwe  | Ethiopian                                   |                          |                       |        |
| Zimbabue                        |                                                 |                                             |                          |                       |        |
| Harare                          | Aeropuerto Internacional de Harare              | Ethiopian (Directo o Vía LSK)               |                          |                       |        |
| Victoria Falls                  | Aeropuerto de Victoria Falls                    | Ethiopian                                   |                          |                       |        |
| Norteamérica                    |                                                 |                                             |                          |                       |        |
| Canadá                          |                                                 |                                             |                          |                       |        |
| Toronto                         | Aeropuerto Internacional Toronto Pearson        | Ethiopian (Vía DUB)                         | A350-941                 |                       |        |
| Estados Unidos                  |                                                 |                                             |                          |                       |        |
| Chicago                         | Aeropuerto Internacional O'Hare                 | Ethiopian (Vía DUB)                         | B787                     |                       |        |
| Newark                          | Aeropuerto Internacional Libertad de Newark     | Ethiopian (Vía LFW)                         | B787-8                   |                       |        |
| Nueva York                      | Aeropuerto Internacional John F. Kennedy        | Ethiopian (Vía LFW)                         |                          |                       |        |
| Washington D. C.                | Aeropuerto Internacional de Washington-Dulles   | Ethiopian (Vía DUB)                         | B787-9                   |                       |        |
| Sudamérica                      |                                                 |                                             |                          |                       |        |
| Argentina                       |                                                 |                                             |                          |                       |        |
| Buenos Aires                    | Aeropuerto Internacional Ministro Pistarini     | Ethiopian (Vía GRU)                         | A350-941                 |                       |        |
| Brasil                          |                                                 |                                             |                          |                       |        |
| São Paulo                       | Aeropuerto Internacional de São Paulo-Guarulhos | Ethiopian                                   | A350-941                 |                       |        |
| Asia                            |                                                 |                                             |                          |                       |        |
| Arabia Saudita                  |                                                 |                                             |                          |                       |        |
| Dammam                          | Aeropuerto Internacional de Dammam-Rey Fahd     | Ethiopian                                   | B737                     |                       |        |
| Medina                          | Aeropuerto Príncipe Mohammad Bin Abdulaziz      | Ethiopian                                   | B737                     |                       |        |
| Riad                            | Aeropuerto Internacional Rey Khalid             | Ethiopian Saudia                            |                          |                       |        |
| Yeda                            | Aeropuerto Internacional Rey Abdulaziz          | Ethiopian Saudia                            |                          |                       |        |
| Baréin                          |                                                 |                                             |                          |                       |        |
| Manama                          | Aeropuerto Internacional de Baréin              | Ethiopian Gulf Air                          |                          |                       |        |
| Catar                           |                                                 |                                             |                          |                       |        |
| Doha                            | Aeropuerto Internacional Hamad                  | Ethiopian Qatar Airways                     |                          |                       |        |
| China                           |                                                 |                                             |                          |                       |        |
| Cantón                          | Aeropuerto Internacional de Cantón-Baiyun       | Ethiopian                                   |                          |                       |        |
| Chengdú                         | Aeropuerto Internacional de Chengdú-Shuangliu   | Ethiopian                                   |                          |                       |        |
| Pekín                           | Aeropuerto Internacional de Pekín-Daxing        | Ethiopian                                   |                          |                       |        |
| Shanghái                        | Aeropuerto Internacional Pudong                 | Ethiopian                                   |                          |                       |        |
| Corea del Sur                   |                                                 |                                             |                          |                       |        |
| Seúl                            | Aeropuerto Internacional de Incheon             | Ethiopian                                   | B787-8                   |                       |        |
| Emiratos Árabes Unidos          |                                                 |                                             |                          |                       |        |
| Dubái                           | Aeropuerto Internacional de Dubái               | Emirates Ethiopian flydubai                 | B777-300ER A350-941 B737 |                       |        |
| Filipinas                       |                                                 |                                             |                          |                       |        |
| Manila                          | Aeropuerto Internacional Ninoy Aquino           | Ethiopian (vía HKG)                         |                          |                       |        |
| Hong Kong                       |                                                 |                                             |                          |                       |        |
| Hong Kong                       | Aeropuerto Internacional de Hong Kong           | Ethiopian                                   | B787                     |                       |        |
| India                           |                                                 |                                             |                          |                       |        |
| Bangalore                       | Aeropuerto Internacional Kempegowda             | Ethiopian                                   | B737                     |                       |        |
| Bombay                          | Aeropuerto Internacional Chhatrapati Shivaji    | Ethiopian                                   | B737                     |                       |        |
| Nueva Delhi                     | Aeropuerto Internacional Indira Gandhi          | Ethiopian                                   |                          |                       |        |
| Indonesia                       |                                                 |                                             |                          |                       |        |
| Yakarta                         | Aeropuerto Internacional Soekarno-Hatta         | Ethiopian (vía BKK)                         |                          |                       |        |
| Israel                          |                                                 |                                             |                          |                       |        |
| Tel Aviv                        | Aeropuerto Internacional Ben Gurión             | Ethiopian                                   | B737                     |                       |        |
| Japón                           |                                                 |                                             |                          |                       |        |
| Tokio                           | Aeropuerto Internacional de Narita              | Ethiopian (vía ICN)                         | B787-8                   |                       |        |
| Kuwait                          |                                                 |                                             |                          |                       |        |
| Ciudad de Kuwait                | Aeropuerto Internacional de Kuwait              | Ethiopian                                   |                          |                       |        |
| Líbano                          |                                                 |                                             |                          |                       |        |
| Beirut                          | Aeropuerto Internacional de Beirut              | Ethiopian                                   | B737                     |                       |        |
| Malasia                         |                                                 |                                             |                          |                       |        |
| Kuala Lumpur                    | Aeropuerto Internacional de Kuala Lumpur        | Ethiopian (vía SIN)                         |                          |                       |        |
| Omán                            |                                                 |                                             |                          |                       |        |
| Mascate                         | Aeropuerto Internacional de Seeb                | Ethiopian                                   | B737                     |                       |        |
| Singapur                        |                                                 |                                             |                          |                       |        |
| Singapur                        | Aeropuerto Internacional de Singapur            | Ethiopian                                   |                          |                       |        |
| Tailandia                       |                                                 |                                             |                          |                       |        |
| Bangkok                         | Aeropuerto Internacional Suvarnabhumi           | Ethiopian                                   | B787                     |                       |        |
| Europa                          |                                                 |                                             |                          |                       |        |
| Alemania                        |                                                 |                                             |                          |                       |        |
| Fráncfort del Meno              | Aeropuerto de Fráncfort del Meno                | Ethiopian                                   | A350-941                 |                       |        |
| Austria                         |                                                 |                                             |                          |                       |        |
| Viena                           | Aeropuerto de Viena-Schwechat                   | Ethiopian                                   | B7x7                     |                       |        |
| Bélgica                         |                                                 |                                             |                          |                       |        |
| Bruselas                        | Aeropuerto de Bruselas-National                 | Ethiopian                                   | B777                     |                       |        |
| España                          |                                                 |                                             |                          |                       |        |
| Madrid                          | Aeropuerto de Madrid-Barajas                    | Ethiopian (Vía FCO)                         | B787                     |                       |        |
| Francia                         |                                                 |                                             |                          |                       |        |
| París                           | Aeropuerto de París-Charles de Gaulle           | Ethiopian                                   | A350-941                 |                       |        |
| Marsella                        | Aeropuerto de Marsella-Provenza                 | Ethiopian (Vía FCO)                         | A350-941                 |                       |        |
| Grecia                          |                                                 |                                             |                          |                       |        |
| Atenas                          | Aeropuerto Internacional Eleftherios Venizelos  | Ethiopian                                   |                          |                       |        |
| Italia                          |                                                 |                                             |                          |                       |        |
| Milán                           | Aeropuerto de Milán-Malpensa                    | Ethiopian                                   | B787                     |                       |        |
| Roma                            | Aeropuerto de Roma-Fiumicino                    | Ethiopian                                   | A350-941, B787           |                       |        |
| Noruega                         |                                                 |                                             |                          |                       |        |
| Oslo                            | Aeropuerto de Oslo-Gardermoen                   | Ethiopian (Vía ARN)                         | B787                     |                       |        |
| Reino Unido                     |                                                 |                                             |                          |                       |        |
| Londres                         | Aeropuerto de Londres-Heathrow                  | Ethiopian                                   | A350-941                 |                       |        |
| Mánchester                      | Aeropuerto de Mánchester                        | Ethiopian (Vía GVA)                         | B787-9                   |                       |        |
| Rusia                           |                                                 |                                             |                          |                       |        |
| Moscú                           | Aeropuerto Internacional de Moscú-Domodédovo    | Ethiopian                                   | B787-8                   |                       |        |
| Suecia                          |                                                 |                                             |                          |                       |        |
| Estocolmo                       | Aeropuerto de Estocolmo-Arlanda                 | Ethiopian                                   | B787                     |                       |        |
| Suiza                           |                                                 |                                             |                          |                       |        |
| Ginebra                         | Aeropuerto Internacional de Ginebra             | Ethiopian                                   | B787-9                   |                       |        |
| Turquía                         |                                                 |                                             |                          |                       |        |
| Estambul                        | Aeropuerto Internacional de Estambul            | Ethiopian Turkish Airlines                  |                          |                       |        |

### Aerolíneas de carga
| Aerolíneas                   | Destinos |
| ---------------------------- | --- |
| EgyptAir Cargo               | El Cairo |
| Emirates SkyCargo            | Dubái |
| Etihad Airways Cargo         | Abu Dabi, Nairobi |
| Ethiopian Cargo              | Acra, Beirut, Bogotá, Quito, Bombay, Brazzaville, Bruselas, Buyumbura, Chennai, Caracas, Dubái, El Cairo, Hong Kong, Johannesburgo, Jartum, Kigali, Kinsasa, Lagos, Lieja, Luxemburgo, Pointe Noire, Yida |
| Saudi Arabian Airlines Cargo | Yida |
| Southern Air                 | Ámsterdam |
| Turkish Airlines Cargo       | Estambul |

## Accidentes
El 23 de noviembre de 1996, el Vuelo 961 de Ethiopian Airlines se dirigía al Aeropuerto Internacional Jomo Kenyatta de Nairobi, Kenia pero tres etíopes lo secuestraron y tuvo que amerizar cerca de las Islas Comores.